# Rhamphadoretus erlangeri
Rhamphadoretus erlangeri är en skalbaggsart som beskrevs av Ohaus 1912. Rhamphadoretus erlangeri ingår i släktet Rhamphadoretus och familjen Rutelidae. Inga underarter finns listade i Catalogue of Life.